# Justicia ixtlania
Justicia ixtlania är en akantusväxtart som beskrevs av T.F. Daniel. Justicia ixtlania ingår i släktet Justicia och familjen akantusväxter. Inga underarter finns listade i Catalogue of Life.